# روبن انتين
روبن انتين (بالإنجليزية: Robin Antin)‏ (و. 1961  م) هي راقصة باليه، ومصممة رقص، ومقدمة تلفزيونية، وممثلة، وراقصة، وممثلة تلفزيونية أمريكية، ولدت في لوس أنجلوس، بدأت مشوارها المهني سنة 1984.

## وصلات خارجية
- روبن انتين على موقع IMDb (الإنجليزية)
- روبن انتين على موقع ميوزك برينز (الإنجليزية)
- روبن انتين على موقع أول موفي (الإنجليزية)
- روبن انتين على موقع إن إن دي بي (الإنجليزية)
- روبن انتين على موقع قاعدة بيانات الفيلم (الإنجليزية)